# Matilda Ruta

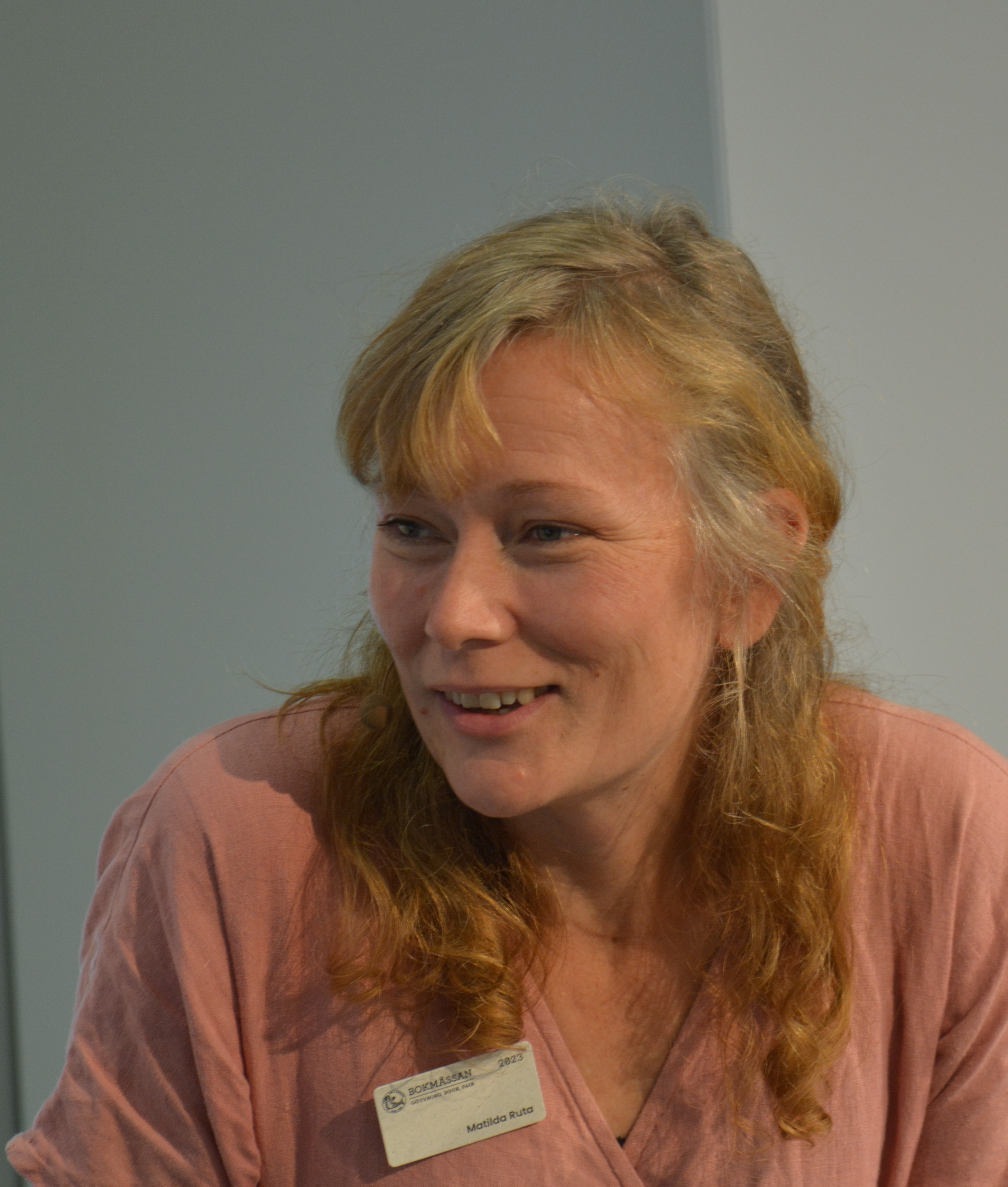
Matilda Ruta

Matilda Ruta (ur. 1982) – szwedzka ilustratorka, rysowniczka i autorka książek obrazkowych.
Studiowała na Konstfack University College of Arts, Crafts and Design.
Jej prace były nominowane do wielu szwedzkich nagród, m.in.: Elsa-Beskow-Plakette oraz do Nagrody Augusta 2016.
W Polsce nakładem Wydawnictwa Zakamarki w 2021 roku opublikowano książkę Lisy Bjärbo Zagadka złodzieja świąt z ilustracjami Matildy Ruty w tłumaczeniu Marty Wallin.